# Nédonchel
Nédonchel est une commune française située dans le département du Pas-de-Calais en région Hauts-de-France. Ses habitants sont appelés les Nédoncelois. La commune est membre de la communauté de communes du Ternois.

## Géographie

### Localisation
Localisée dans le centre du département du Pas-de-Calais, Nédonchel est une commune de la vallée de la Nave située, à vol d'oiseau, à 10 km au sud-ouest de la commune de Lillers (aire d'attraction) et à 37 km au nord-ouest de la commune d’Arras (chef-lieu d'arrondissement et préfecture du Pas-de-Calais). . La commune est située sur le méridien de Paris sur lequel se trouve la Méridienne verte.
Le territoire de la commune est limitrophe de ceux de cinq communes.
Les communes limitrophes sont Auchy-au-Bois, Fiefs, Fontaine-lès-Hermans, Nédon et Westrehem.

### Géologie et relief
La superficie de la commune est de 3,89 km2 ; son altitude varie de 82  à   182 m.

### Hydrographie

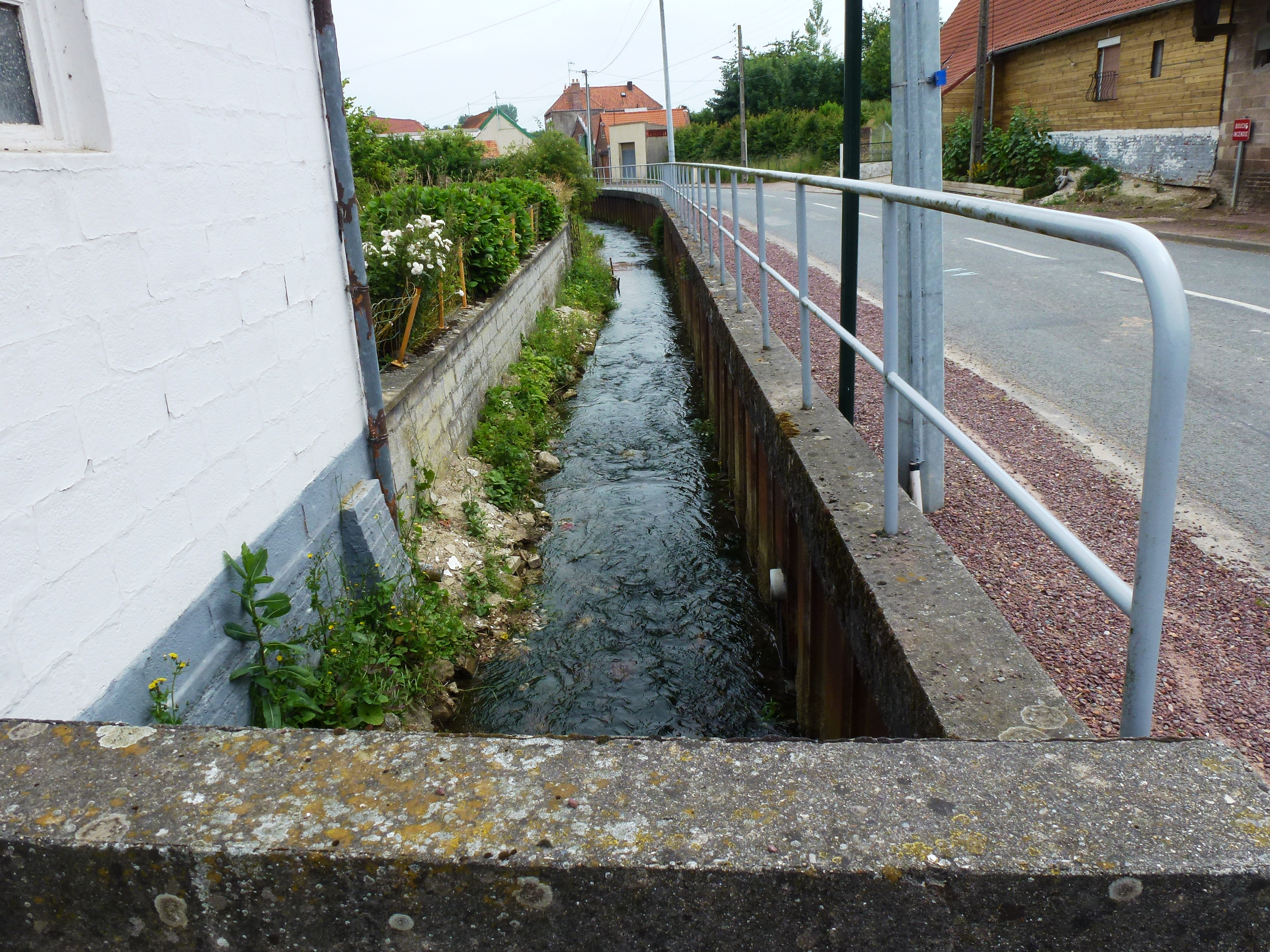
La Nave à Nédonchel.

Le territoire de la commune est situé dans le bassin Artois-Picardie.
Le village est baigné par plusieurs cours d'eau :
- la rivière Nave, d'une longueur de 21,88 km, qui prend sa source dans la commune de Fontaine-lès-Hermans et se jette dans la rivière Clarence au niveau de la commune de Robecq[4] ;

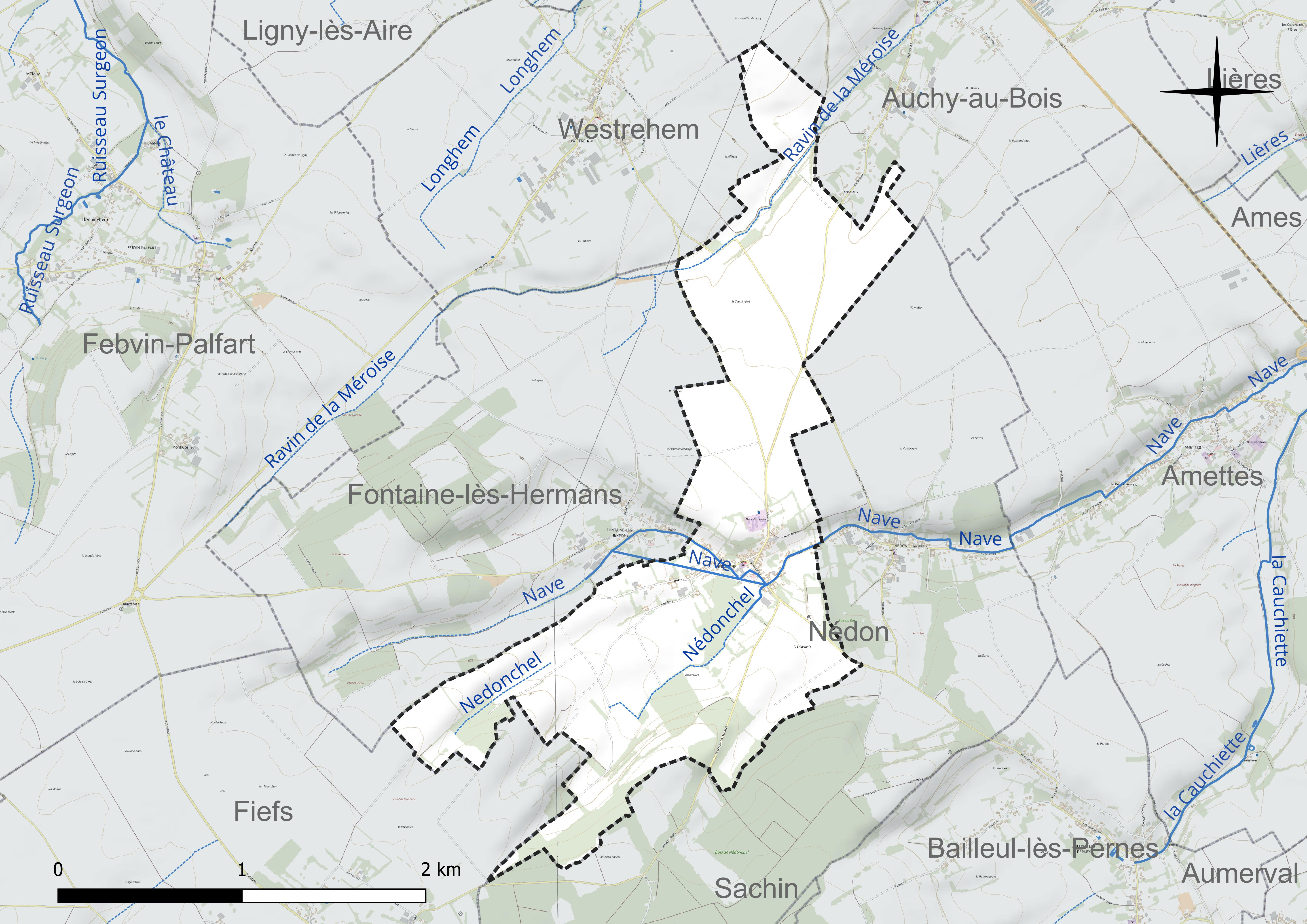
Réseau hydrographique de Nédonchel.

- le Ravin de la Méroise, d'une longueur de 9,32 km, qui prend sa source dans la commune de Febvin-Palfart et se jette dans la Nave au niveau de la commune de Lespesses[5] ;
- le Nedonchel, d'une longueur de 1,39 km, qui prend sa source dans la commune de Fiefs et termine sa course dans la commune[6].

### Climat
Pour des articles plus généraux, voir Climat des Hauts-de-France et Climat du Nord-Pas-de-Calais.
En 2010, le climat de la commune est de type climat océanique franc, selon une étude du CNRS s'appuyant sur une série de données couvrant la période 1971-2000. En 2020, Météo-France publie une typologie des climats de la France métropolitaine dans laquelle la commune est exposée à un climat océanique et est dans la région climatique Côtes de la Manche orientale, caractérisée par un faible ensoleillement (1 550 h/an) ; forte humidité de l’air (plus de 20 h/jour avec humidité relative > 80 % en hiver), vents forts fréquents.
Pour la période 1971-2000, la température annuelle moyenne est de 10 °C, avec une amplitude thermique annuelle de 13,6 °C. Le cumul annuel moyen de précipitations est de 935 mm, avec 13,3 jours de précipitations en janvier et 9,2 jours en juillet. Pour la période 1991-2020, la température moyenne annuelle observée sur la station météorologique la plus proche, située sur la commune de Fiefs à 3 km à vol d'oiseau, est de 10,4 °C et le cumul annuel moyen de précipitations est de 1 070,6 mm,. Pour l'avenir, les paramètres climatiques de la commune estimés pour 2050 selon différents scénarios d'émission de gaz à effet de serre sont consultables sur un site dédié publié par Météo-France en novembre 2022.
| Mois                                  | jan.             | fév.             | mars             | avril         | mai           | juin            | jui.           | août         | sep.           | oct.            | nov.            | déc.             | année      |
| ------------------------------------- | ---------------- | ---------------- | ---------------- | ------------- | ------------- | --------------- | -------------- | ------------ | -------------- | --------------- | --------------- | ---------------- | ---------- |
| Température minimale moyenne (°C)     | 1,1              | 1,2              | 2,8              | 4,7           | 7,8           | 10,7            | 12,8           | 12,9         | 10,4           | 7,6             | 4,3             | 1,8              | 6,5        |
| Température moyenne (°C)              | 3,5              | 4                | 6,6              | 9,4           | 12,7          | 15,5            | 17,7           | 17,8         | 14,9           | 11,1            | 7               | 4,2              | 10,4       |
| Température maximale moyenne (°C)     | 6                | 6,9              | 10,3             | 14,2          | 17,6          | 20,4            | 22,7           | 22,7         | 19,3           | 14,7            | 9,7             | 6,6              | 14,3       |
| Record de froid (°C) date du record   | −18,5 09.01.1985 | −17,5 23.02.1956 | −13,9 07.03.1971 | −6 25.04.1955 | −5 02.05.1960 | −3,2 02.06.1962 | 3,2 04.07.1964 | 4 29.08.1964 | 0,2 30.09.1954 | −6 29.10.1997   | −11 30.11.1978  | −12,9 29.12.1996 | −18,5 1985 |
| Record de chaleur (°C) date du record | 15,2 01.01.22    | 19,8 28.02.1960  | 25,1 31.03.21    | 27 29.04.1955 | 34 25.05.1953 | 35,5 30.06.1957 | 40,6 25.07.19  | 37 10.08.03  | 33,6 09.09.23  | 30,8 01.10.1959 | 19,5 06.11.1955 | 17 01.12.00      | 40,6 2019  |
| Précipitations (mm)                   | 103,9            | 86,5             | 76,4             | 64,4          | 76,4          | 74,4            | 80,7           | 85,1         | 83,3           | 100,9           | 112,8           | 125,8            | 1 070,6    |

### Milieux naturels et biodiversité
L’Inventaire national du patrimoine naturel (INPN) recense plusieurs espèces faunistiques et floristiques sur le territoire de la commune dont certaines sont protégées et d’autres menacées et quasi-menacées.

## Urbanisme

### Typologie
Au 1er janvier 2024, Nédonchel est catégorisée commune rurale à habitat dispersé, selon la nouvelle grille communale de densité à sept niveaux définie par l'Insee en 2022.
Elle est située hors unité urbaine. Par ailleurs la commune fait partie de l'aire d'attraction d'Auchel - Lillers, dont elle est une commune de la couronne,. Cette aire, qui regroupe 29 communes, est catégorisée dans les aires de 50 000 à moins de 200 000 habitants,.

### Occupation des sols
L'occupation des sols de la commune, telle qu'elle ressort de la base de données européenne d’occupation biophysique des sols Corine Land Cover (CLC), est marquée par l'importance des territoires agricoles (91 % en 2018), une proportion identique à celle de 1990 (91 %). La répartition détaillée en 2018 est la suivante : 
terres arables (53,5 %), prairies (37,5 %), zones urbanisées (4,7 %), forêts (4,3 %). L'évolution de l’occupation des sols de la commune et de ses infrastructures peut être observée sur les différentes représentations cartographiques du territoire : la carte de Cassini (XVIIIe siècle), la carte d'état-major (1820-1866) et les cartes ou photos aériennes de l'IGN pour la période actuelle (1950 à aujourd'hui).

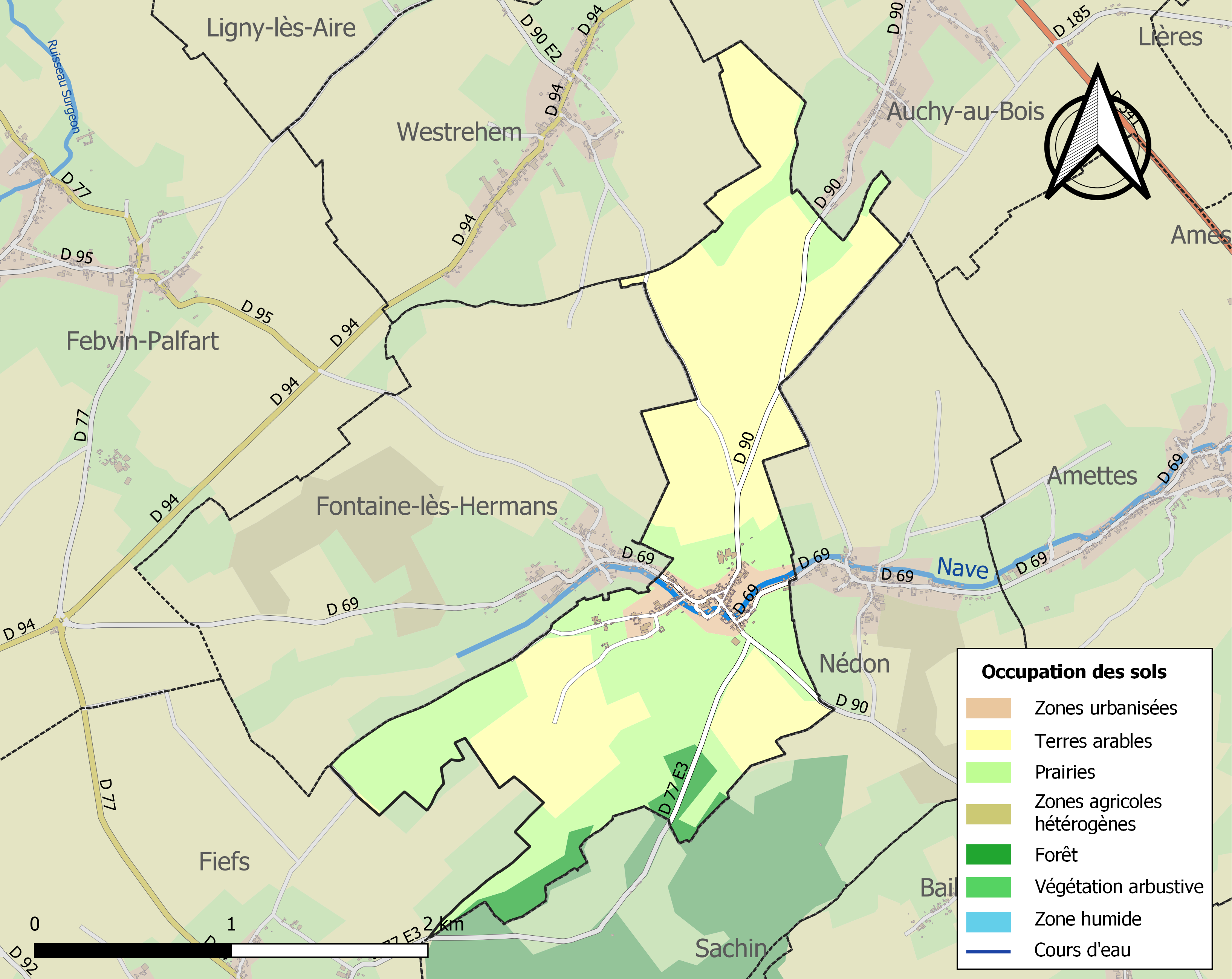
Carte des infrastructures et de l'occupation des sols de la commune en 2018 (CLC).

## Toponymie
Le nom de la localité est attesté sous les formes Nedonis cella en 1072 ; Niedoncel, Nidoncel en 1179 ; Nedonchiel en 1216 ; Niedonciel en 1248 ; Nidonchel en 1268 ; Nedonchés en 1289 ; Nedoncel vers 1304 ; Neduncel en 1318 ; Nyedonchel en 1334 ; Niedonceil en 1345 ; Niedonchiele en 1348 ; Nédonchet en 1550 ; Nesdonchel en 1559 ; Nedonchel en 1793 ; Nedonchel et Nédonchel depuis 1801.

## Histoire
Nédonchel a donné son nom à une famille de la noblesse : famille de Nédonchel, qui acquiert de la puissance au fil du temps, possède de nombreux biens, et dont plusieurs membres vont bénéficier du titre de marquis.
La seigneurie de Nédonchel passe au fil du temps dans les mains de différentes familles, la famille de Nédonchel ne possédant plus le fief d'origine.
La terre de Nédonchel, devenue baronnie au fil du temps, est érigée en marquisat (titre de marquis) en avril 1694. Elle est alors dite terre très considérable, relevant du roi (de France) à cause du château de Desvres en Boulonnais, ayant toute la justice seigneuriale.

### Famille de Nédonchel
- Barthélemy de Nédonchel participe en 1218 à la cinquième croisade. Son nom figure dans la deuxième salle des croisades du château de Versailles.
- Octave-Eugène de Nédonchel, de même que l'aîné de ses enfants mâles, est autorisé en septembre 1723, par lettres patentes données à Versailles, à prendre la qualité de chevalier, marquis de Nédonchel.  Les lettres précisent que la famille est une des plus anciennes des Pays-Bas. Onze demoiselles de cette maison ont été reçues dans les chapitres nobles de Denain, Maubeuge et Mons, quelques-unes ont été élues abbesses. Octave Eugène a servi huit ans en qualité de capitaine au régiment de Brézé où il s'est signalé; deux de ses fils sont actuellement au service. Il possède la baronnie de Bouvignies, située proche de Marchiennes, consistant en bois, moulin, maison, brasserie, terres, rentes ayant toutes les justices (justice seigneuriale), 2000 livres de produit; la terre et baronnie de Ravensberghe (Seigneurs de Ravensberghe) qui lui vient de sa tante Alexandrine de Nédonchel, chanoinesse de Denain, terre ayant toutes les justices, relevant du roi à cause de son Ghyselhuys de Bourbourg (châtellenie de Bourbourg), au revenu de 5000 livres; la terre et seigneurie d'Ochtezeele, la vicomté de Staple, lui provenant de la dite Alexandrine de Nédonchel, héritière féodale de la demoiselle de Macquembourg. La terre et baronnie de Bouvignies appartient depuis un siècle et demi à ses ancêtres. Jean de Nédonchel en a servi le dénombrement au roi d'Espagne le 15 février 1607. L'autorisation porte pour le dénommé et l'aîné de ses descendants mâles le droit de prendre le titre de chevalier, marquis de Nédonchel, de porter une couronne de marquis sur ses armes qui sont « D'azur à la bande d'argent »; couronnées d'une couronne de baron et d'appliquer le titre de marquisat sur telle terre qui lui convient. En cas de décès du fils aîné du dénommé, resté sans enfants mâles, ou si les mâles de sa branche viennent à manquer,  le titre de marquis retournerait à l'aîné des autres enfants mâles et descendants du sieur Octave sans que lui ni ses successeurs ne soient tenus de payer au roi ou à ses successeurs aucune finance. Le roi confirme autant que de besoin le titre de baronnie pour la terre de Bouvignies[22].
- En 1777, Octave-César-Alexandre-Joseph-Marc de Nédonchel est marquis de Nédonchel. Il a épousé Eugénie de Capendu de Boursonne. ils sont les parents d'Eugène-Joseph de Nédonchel, comte de Nédonchel, né en 1777. Ce dernier épouse à Tournai le 3 mai 1809 Henriette-Albertine-Thècle du Sart (28 juin 1781 Lille - 4 avril 1834 Tournai), fille de François-Joseph-Marie du Sart, seigneur du Sart, Escarne, Bouland etc, lieutenant-général civil et criminel de la gouvernance et souverain bailliage de Lille, membre d'une compagnie d'infanterie des gentilshommes de la province d'Artois, conseiller de la Cour d'appel de Bruxelles et de Catherine-Françoise-Thècle de Stappens[23].
- En 1788, Marie-Anne-Josèphe de Nédonchel, dame d'Ambricourt, de Matringhem et Gribauwal hérite de son mari Eugène-François-Léonard de Tramecourt, chevalier, lequel est en 1756 propriétaire dans la châtellenie de Bourbourg[24].

### Seigneurs de Nédonchel
- Paul de La Grange Ier, mort en 1594, a été seigneur de Nédonchel. Il est le père d'Isabelle de La Grange, épouse de François de La Rue, seigneur de Laubel. En son vivant, il a été président de la chambre des comptes de Lille et commission de renouvellement de la loi[20].
- Paul de la Grange II, petit-fils de Paul de La Grange Ier reçoit le 10 janvier 1633, des lettres de chevalerie données à Madrid. Il est seigneur de Verlenghehem (Verlinghem) et de Nédonchel et rewart  (gouverneur) de la ville de Lille[20].
- Maximilien François de Carnin, baron de Lillers, Nédonchel, Gomiécourt, Quernes, premier gentilhomme du pays d'Artois, député de la noblesse aux États d'Artois, bénéficie du titre de marquis pour sa terre de Nédonchel, érigée en marquisat, par lettres données à Versailles en avril 1694[21], à charge de le tenir du roi à cause de son château de (Viennes ou Vrennes) en Boulonnais[25].

## Politique et administration

### Découpage territorial
La commune se trouve dans l'arrondissement d'Arras du département du Pas-de-Calais.

#### Circonscriptions administratives
Elle faisait partie depuis 1801 du canton d'Heuchin. Dans le cadre du redécoupage cantonal de 2014, la commune est intégrée au canton de Saint-Pol-sur-Ternoise.

#### Commune et intercommunalités
La commune faisait partie de la petite communauté de communes du Pernois créée fin 1993.
Dans le cadre de la réforme des collectivités territoriales françaises, par la loi de réforme des collectivités territoriales du 16 décembre 2010 (dite loi RCT)  destinée à permettre notamment l'intégration de la totalité des communes dans un EPCI à fiscalité propre, la suppression des enclaves et discontinuités territoriales et les modalités de rationalisation des périmètres des établissements publics de coopération intercommunale et des syndicats mixtes existants, cette intercommunalité fusionne avec sa voisine, la communauté de communes du pays d'Heuchin, formant le 1er janvier 2013 la communauté de communes des Vertes Collines du Saint-Polois.
Un nouveau mouvement de regroupement intercommunal intervient dans le cadre des dispositions de la loi portant nouvelle organisation territoriale de la République (Loi NOTRe) du 7 août 2015, qui prévoit que les établissements publics de coopération intercommunale (EPCI) à fiscalité propre doivent avoir un minimum de 15 000 habitants. À l'initiative des intercommunalités concernées, la Commission départementale de coopération intercommunale (CDCI) adopte le 26 février 2016 le principe de la fusion de : 

- la communauté de communes de l'Auxillois, regroupant 16 communes dont une de la Somme et 5 217 habitants ;

- la communauté de communes de la région de Frévent, regroupant 12 communes et 6 567 habitants ;

- de la communauté de communes des Vertes Collines du Saint-Polois, regroupant 58 communes et 19 585 habitants

- de la communauté de communes du Pernois, regroupant 18 communes et 7 114 habitants. Le Schéma départemental de coopération intercommunale (SDCI), intégrant notamment cette évolution, est approuvé par un arrêté préfectoral du 30 mars 2016,.
La communauté de communes du Ternois, qui résulte de cette fusion et dont la commune fait désormais partie, est créée par un arrêté préfectoral qui a pris effet le 1er janvier 2017. Cette communauté de communes regroupe 103 communes et compte 37 469 habitants en 2021.

#### Circonscriptions électorales
Pour l'élection des députés, la commune fait partie de la sixième circonscription du Pas-de-Calais.

### Élections municipales et communautaires

#### Liste des maires
| Période                                  | Période                      | Identité               | Étiquette | Qualité                         |
| ---------------------------------------- | ---------------------------- | ---------------------- | --------- | ------------------------------- |
| Les données manquantes sont à compléter. |                              |                        |           |                                 |
| mars 2001                                | 2008                         | Gérard Laigle          |           |                                 |
| mars 2008                                | En cours (au 8 février 2015) | Jean-Pierre Blanckaert |           | Réélu pour le mandat 2014-2020, |

## Équipements et services publics

### Enseignement
Les enfants de la commune sont scolarisés au sein du regroupement pédagogique intercommunal des Deux Vallées, qui rassemble Aumerval, Fontaine-lès-Hermans, Nédon, Nédonchel et Bailleul-lès-Pernes. En 2016, il accueille 124 élèves, dont 49 de Bailleul, qui bénéficient tous des activités périscolaires et d'une cantine.

### Santé
Un nouvel établissement d'hébergement pour personnes âgées dépendantes (EHPAD) de 83 lits ouvre en 2017 en remplacement d'un équipement ancien, pour lequel le propriétaire cherche un acquéreur,.

## Population et société

### Démographie
Les habitants sont appelés les Nédoncelois.

#### Évolution démographique
L'évolution du nombre d'habitants est connue à travers les recensements de la population effectués dans la commune depuis 1793. Pour les communes de moins de 10 000 habitants, une enquête de recensement portant sur toute la population est réalisée tous les cinq ans, les populations de référence des années intermédiaires étant quant à elles estimées par interpolation ou extrapolation. Pour la commune, le premier recensement exhaustif entrant dans le cadre du nouveau dispositif a été réalisé en 2004.

En 2022, la commune comptait 347 habitants, en évolution de +40,49 % par rapport à 2016 (Pas-de-Calais : −0,72 %, France hors Mayotte : +2,11 %).
| 1793 | 1800 | 1806 | 1821 | 1831 | 1836 | 1841 | 1846 | 1851 |
| ---- | ---- | ---- | ---- | ---- | ---- | ---- | ---- | ---- |
| 301  | 385  | 339  | 355  | 407  | 436  | 433  | 393  | 355  |

| 1856 | 1861 | 1866 | 1872 | 1876 | 1881 | 1886 | 1891 | 1896 |
| ---- | ---- | ---- | ---- | ---- | ---- | ---- | ---- | ---- |
| 297  | 305  | 322  | 317  | 336  | 326  | 306  | 319  | 331  |

| 1901 | 1906 | 1911 | 1921 | 1926 | 1931 | 1936 | 1946 | 1954 |
| ---- | ---- | ---- | ---- | ---- | ---- | ---- | ---- | ---- |
| 350  | 376  | 377  | 391  | 365  | 332  | 329  | 340  | 365  |

| 1962 | 1968 | 1975 | 1982 | 1990 | 1999 | 2004 | 2006 | 2009 |
| ---- | ---- | ---- | ---- | ---- | ---- | ---- | ---- | ---- |
| 367  | 336  | 291  | 239  | 228  | 210  | 231  | 239  | 241  |

| 2014 | 2019 | 2022 | - | - | - | - | - | - |
| ---- | ---- | ---- | - | - | - | - | - | - |
| 246  | 351  | 347  | - | - | - | - | - | - |

#### Pyramide des âges
En 2018, le taux de personnes d'un âge inférieur à 30 ans s'élève à 34,9 %, soit en dessous de la moyenne départementale (36,7 %). À l'inverse, le taux de personnes d'âge supérieur à 60 ans est de 35,0 % la même année, alors qu'il est de 24,9 % au niveau départemental.
En 2018, la commune comptait 146 hommes pour 170 femmes, soit un taux de 53,80 % de femmes, largement supérieur au taux départemental (51,50 %).
Les pyramides des âges de la commune et du département s'établissent comme suit.
| Hommes | Classe d’âge | Femmes |
| ------ | ------------ | ------ |
| 1,9    | 90 ou +      | 15,5   |
| 11,0   | 75-89 ans    | 15,8   |
| 11,9   | 60-74 ans    | 12,5   |
| 15,3   | 45-59 ans    | 13,4   |
| 17,7   | 30-44 ans    | 14,0   |
| 22,8   | 15-29 ans    | 13,2   |
| 19,4   | 0-14 ans     | 15,6   |

| Hommes | Classe d’âge | Femmes |
| ------ | ------------ | ------ |
| 0,5    | 90 ou +      | 1,6    |
| 5,6    | 75-89 ans    | 8,9    |
| 16,7   | 60-74 ans    | 18,1   |
| 20,2   | 45-59 ans    | 19,2   |
| 18,9   | 30-44 ans    | 18,1   |
| 18,2   | 15-29 ans    | 16,2   |
| 19,9   | 0-14 ans     | 17,9   |

## Culture locale et patrimoine

### Lieux et monuments
- L'église Saint-Menne. Elle héberge dix éléments patrimoniaux, répertoriés dans la base Palissy, classés ou inscrits au titre d'objet des monuments historiques, dont un est classé[49].
- Le monument aux morts, surmonté d'une croix de guerre, commémorant les guerres de 1914-1918 et de 1939-1945[50].
- Au cimetière, deux tombes de guerre de la Commonwealth War Graves Commission (CWGC).
- Petit patrimoine religieux : calvaires, croix de chemin et oratoires.

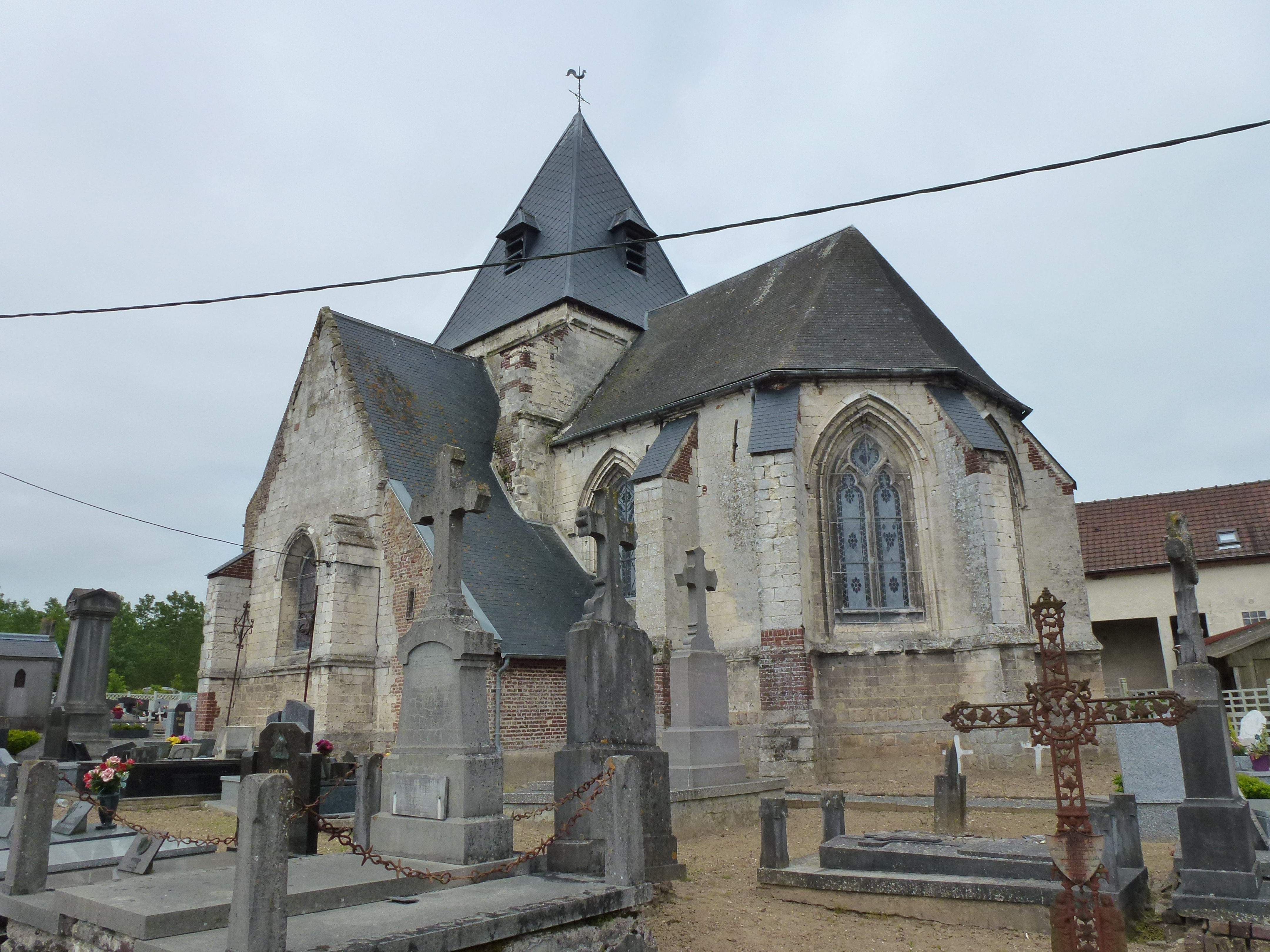
L'église Saint-Menne.
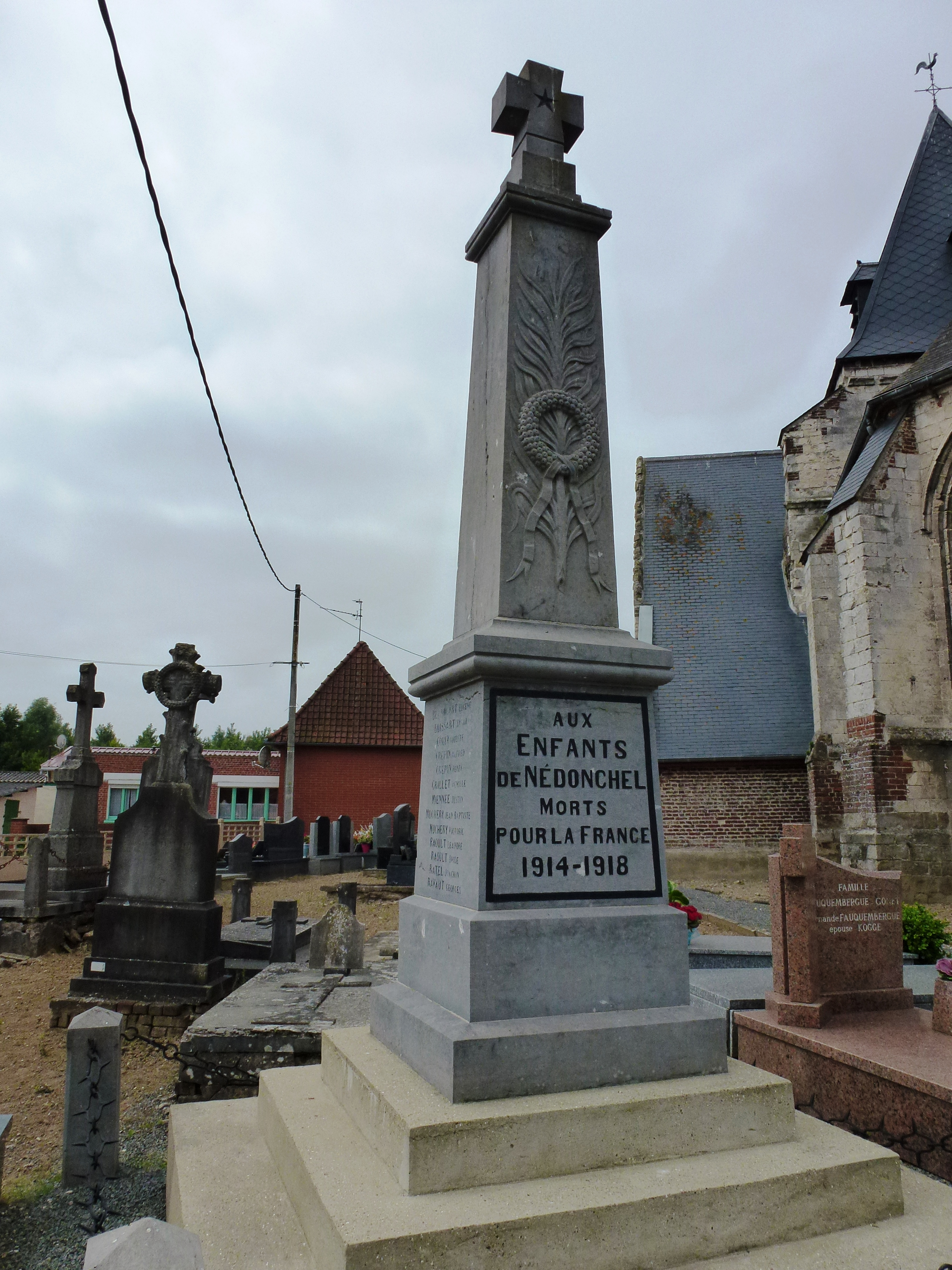
Le monument aux morts.
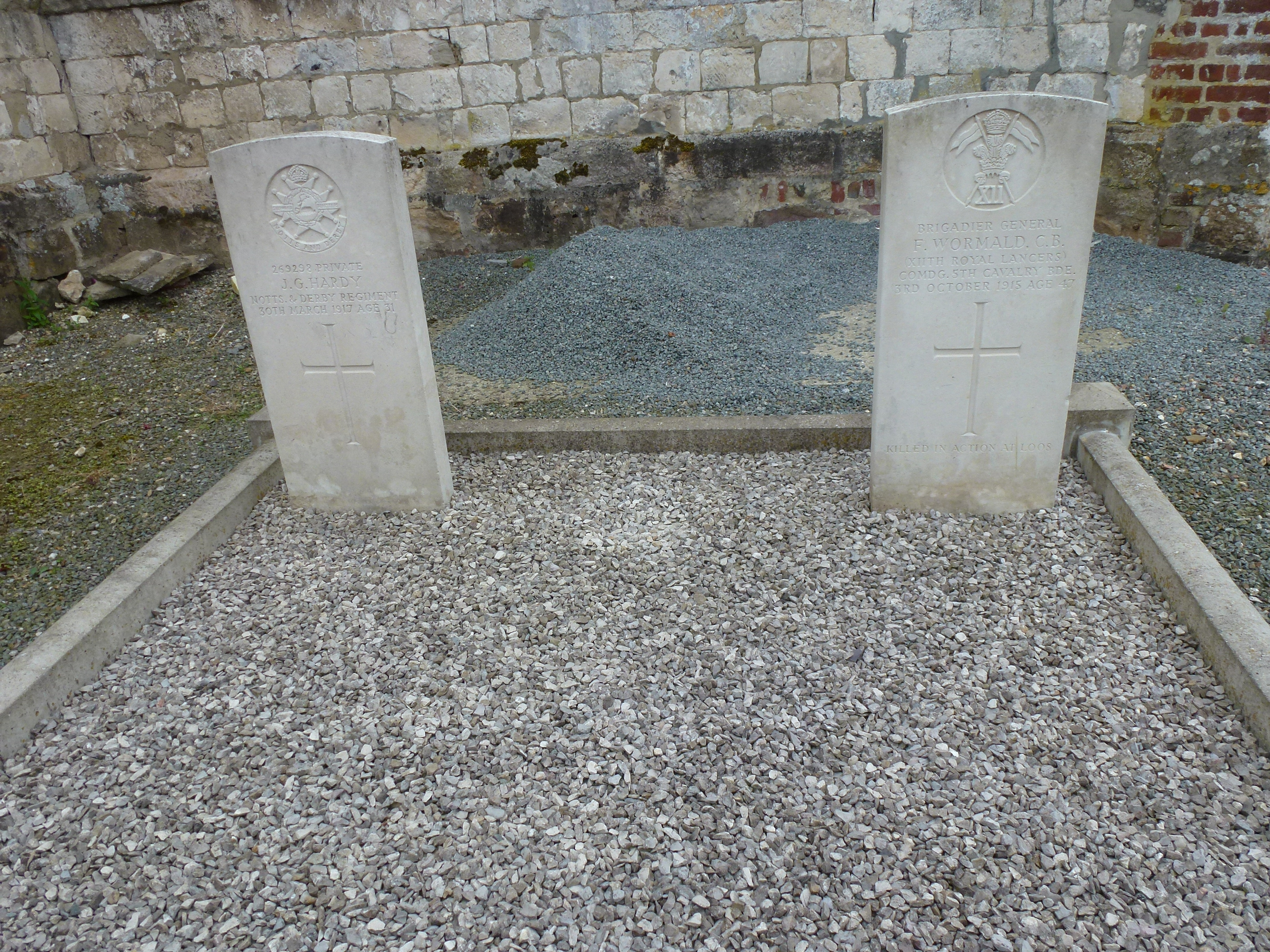
Les tombes de guerre de la CWGC.
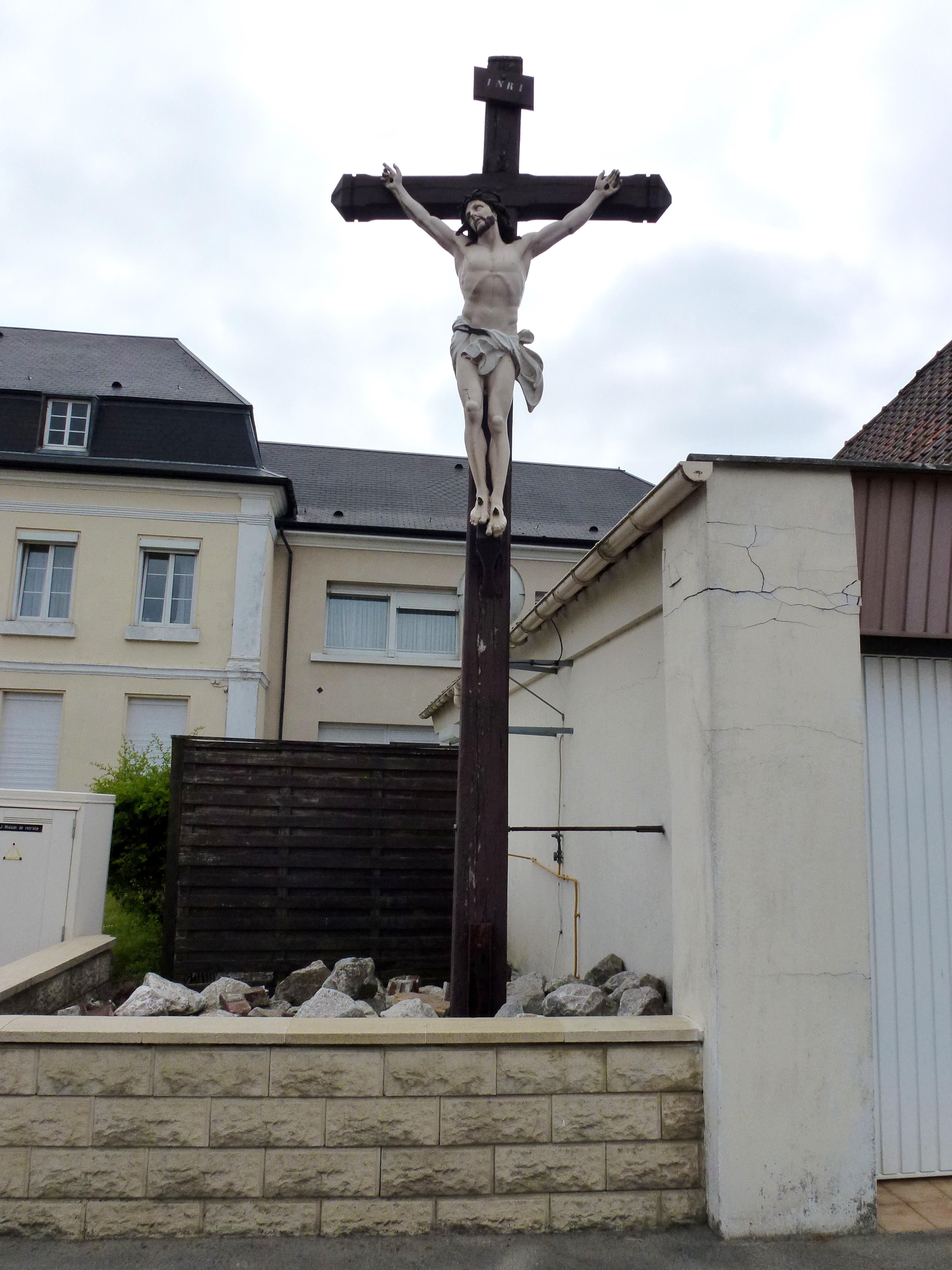
La croix de chemin.
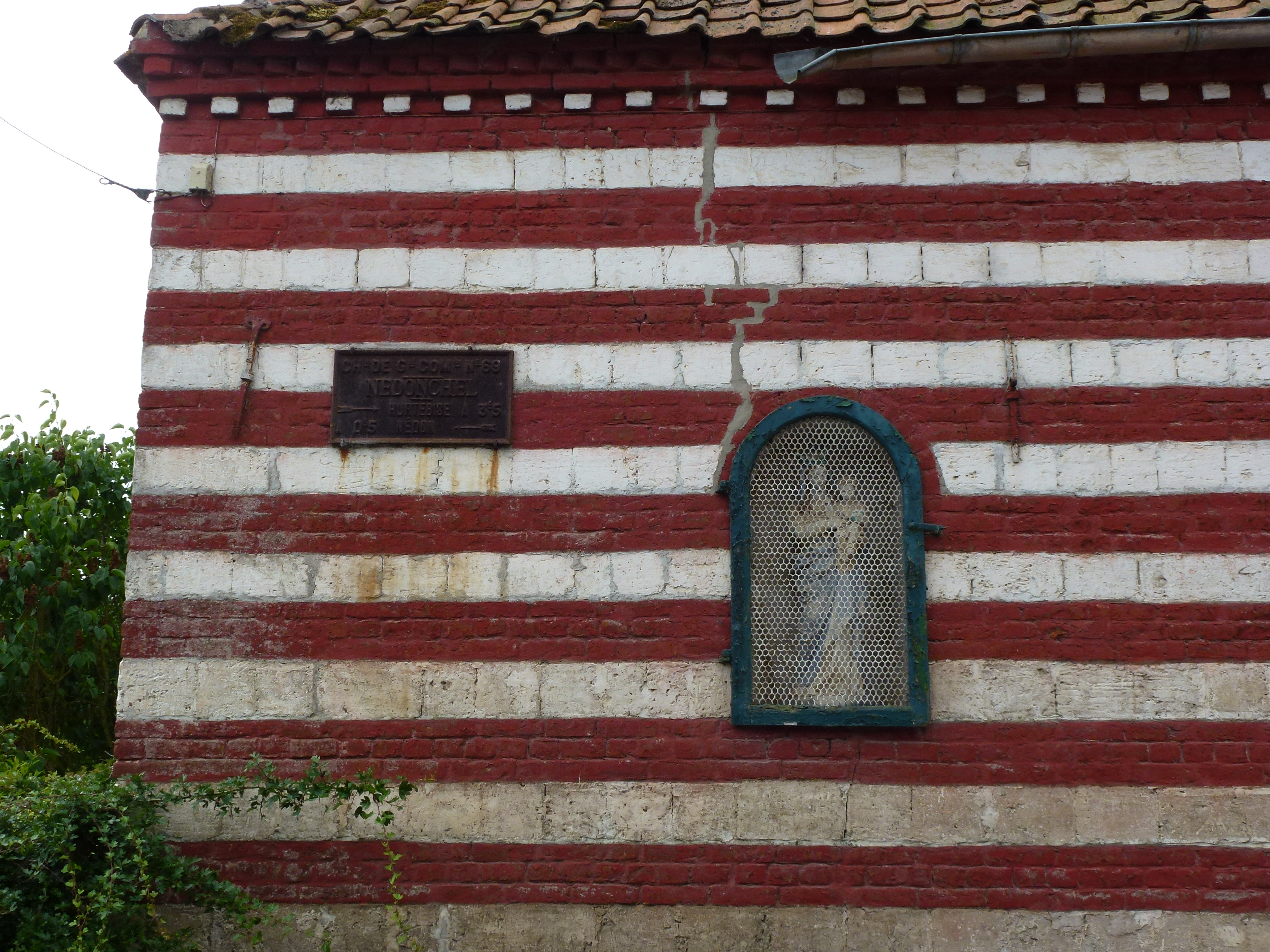
L'oratoire-niche dans un mur de ferme.

### Héraldique
| Blason de Nédonchel | Blason  | De gueules à trois masques de léopard d'or, surmontés d'un lambel d'azur.                                              |
| Blason de Nédonchel | Détails | Armes de la famille de Carnin, marquis de Nédonchel, brisées d'un lambel. Présent sur les plaques de rue.              |
| Blason de Nédonchel | Alias   | D'azur à la bande d'argent. Armes de la famille de Nédonchel, proposées à la commune par les archives départementales. |

## Pour approfondir

#### Bases de données, dictionnaires et encyclopédies
- Ressources relatives à la géographie :   - Insee (communes)
  - Ldh/EHESS/Cassini
- Ressource relative à plusieurs domaines :   - Annuaire du service public français
- Notices d'autorité :   - BnF (données)